# New (singolo Paul McCartney)
New è un brano musicale scritto dal musicista britannico Paul McCartney. Il brano venne originariamente registrato da McCartney e prodotto da Mark Ronson, pubblicato su singolo in download digitale e successivamente incluso nell'omonimo album solista di McCartney del 2013 come sesta traccia sul disco.

## Il brano
Dopo essere stata inizialmente pubblicata su iTunes Store come download digitale il 28 agosto 2013, la canzone è stata pubblicata come singolo il 2 settembre 2013 su Amazon.com.
Al suo apparire, il singolo è stato dichiarato "disco della settimana" da BBC Radio 2, e piazzato sulla loro "A-list".
La canzone è stata inclusa sia nei titoli di testa che di coda del film d'animazione del 2013 Piovono polpette 2 - La rivincita degli avanzi.

### Accoglienza
New venne recensita favorevolmente dalla critica e dalla stampa musicale. Oltre che dalla BBC, la traccia è stata eletta "Track of the Day" da Mojo che lodò "l'ottismo innato e l'irresistibile melodia della canzone" e "l'arrangiamento pop orchestrale". Il critico di Rolling Stone Will Hermes, diede quattro stellette al singolo paragonandolo a Got to Get You into My Life dei Beatles, punto di vista condiviso anche dal The Daily Telegraph che descrisse la canzone un "vivace brano beatlesiano".

### Esecuzioni dal vivo
McCartney ha eseguito il brano dal vivo nel corso di programmi televisivi serali quali Jimmy Kimmel Live! e Late Night with Jimmy Fallon, e anche all'iHeartRadio Music Festival dove presentò anche altre diverse canzoni provenienti dall'album in uscita.

## Tracce singolo
Digital download
1. New - 2:57

## Formazione
- Paul McCartney - voce, basso, piano, mellotron, wurltzer, congas, maracas, bouzuki
- Abe Laboriel jr. - batteria, cori
- Brian Ray - chitarra, cori
- Rusty Anderson - chitarra, bouzuki, cori
- Dave Bishop - sax baritono
- Jamie Talbot - sax tenore
- Steve Sidwell - tromba